# 雅庫布·科拉斯廣場
雅庫布·科拉斯廣場是位於白俄羅斯首都明斯克的一座廣場。廣場的名稱為為了紀念白俄羅斯著名文學家雅库布·科拉斯。雅庫布·科拉斯廣場是明斯克的市中心之一，聚集了眾多重要建築，明斯克中央百貨商場也位於這裡。